# Susy Garland
Susy Garland (30 de abril de 1966 – 10 de abril de 1987) foi uma patinadora artística britânica. Ela competiu nos Jogos Olímpicos de Inverno de 1980 e nos Jogos Olímpicos de Inverno de 1984. Ela morreu num acidente de carro em 1987.